# 北海道立釧路高等看護学院
北海道立釧路高等看護学院 （ほっかいどうりつくしろこうとうかんごがくいん）は、かつて、北海道釧路市にあった道立の専修学校。

## 概要
1973年（昭和48年）開校。開校以来、釧路赤十字病院や釧路労災病院をはじめとした医療機関へ、道東の医療を担う人材を育成してきたが、隣接する北海道立釧路病院（釧路市桜ヶ岡一丁目4番26号）が2005年（平成17年）3月末をもって市立釧路総合病院へ一部の機能を移管して閉院となり、講師等の確保が困難になってきたため、2006年（平成18年）から学生の募集を停止し、2008年（平成20年）に閉校した。

## 設置学科
- 看護学科（3年制・昼間）

## 所在地
- 釧路市桜ヶ岡1丁目4番32号

## 取得できる資格・免許状

### 看護学科
- 専門士称号
- 看護師国家試験受験資格
- 保健師・助産師学校受験資格
- 養護教諭養成学校受験資格